# Otomão II de Canem
Otomão II (m. 1381) foi maí (rei) do Império de Canem da dinastia sefaua e governou de 1379 a 1381. Otomão era filho de Idris I (r. 1342–1366) e sucedeu seu primo Otomão I (r. 1377–1379). Ao assumir, enfrentou a ameaça dos bulalas, que causaram a morte de 2 maís, mas pereceu nos combates contra eles. Ao morrer foi sucedido pelo primo Abacar I (r. 1381–1382).